# معامل الباص

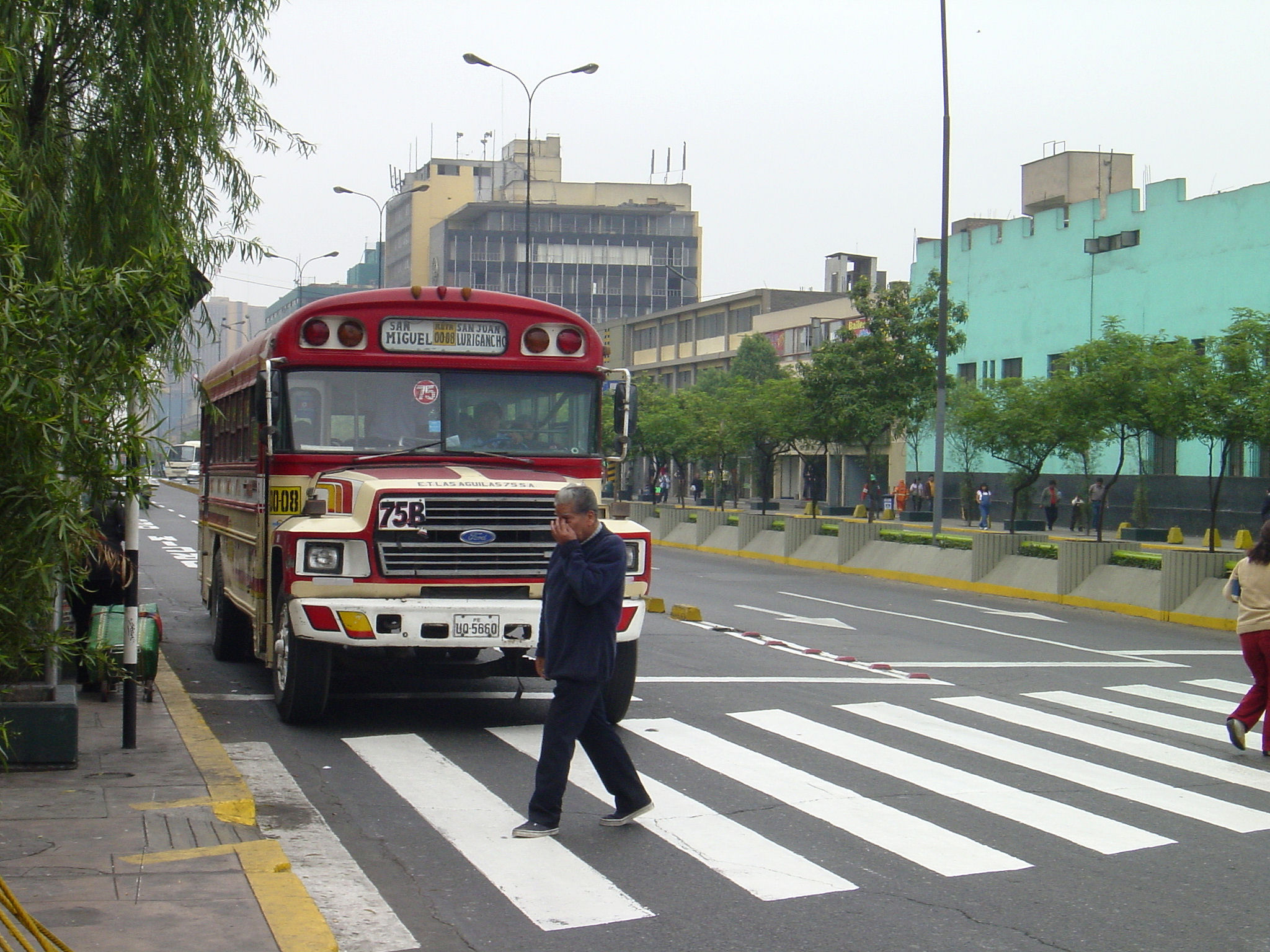
هل سيفشل المشروع إذا صدم الباص أحد أعضائه?

معامل الباص هو مقياس المخاطر الناجمة عن عدم مشاركة المعلومات بشكل كامل بين جميع أعضاء الفريق , حيث يفترض عدم فشل المشروع في حال «صدم الباص أحد أعضاء المشروع». ويعرف أيضا بمعامل اليانصيب و معامل الشاحنة أو عدد الشاحنات/الباصات اللازمة لإفشال المشروع.

## التعريف
مصطلح «معامل الباص» هو أقل عدد من أعضاء الفريق عندما يختفون فجأة من المشروع يصبح هناك عجز في المعلومات والمعرفة تمنع استمراره.
على سبيل المثال إدا كان لديك مصنع للمخبوزات فيه 15 عاملا 5 مختصين في تشغيل آلة العجين و 5 منهم مختصين في تشغيل الفرن و 5 مختصين في تشغيل آلة التغليف فان اختفاء خمسة من أحد التخصصات بشكل مفاجئ سوف يتوقف المصنع عن الإنتاج أي أن معامل الباص هو 5 .